# Hermann Herdtle
Hermann Herdtle (junior) (* 2. Juli 1848 in Stuttgart; † 7. September 1926, vermutlich in Wien) war ein deutscher, in Österreich tätiger Architekt und Kunstgewerbler.

## Leben

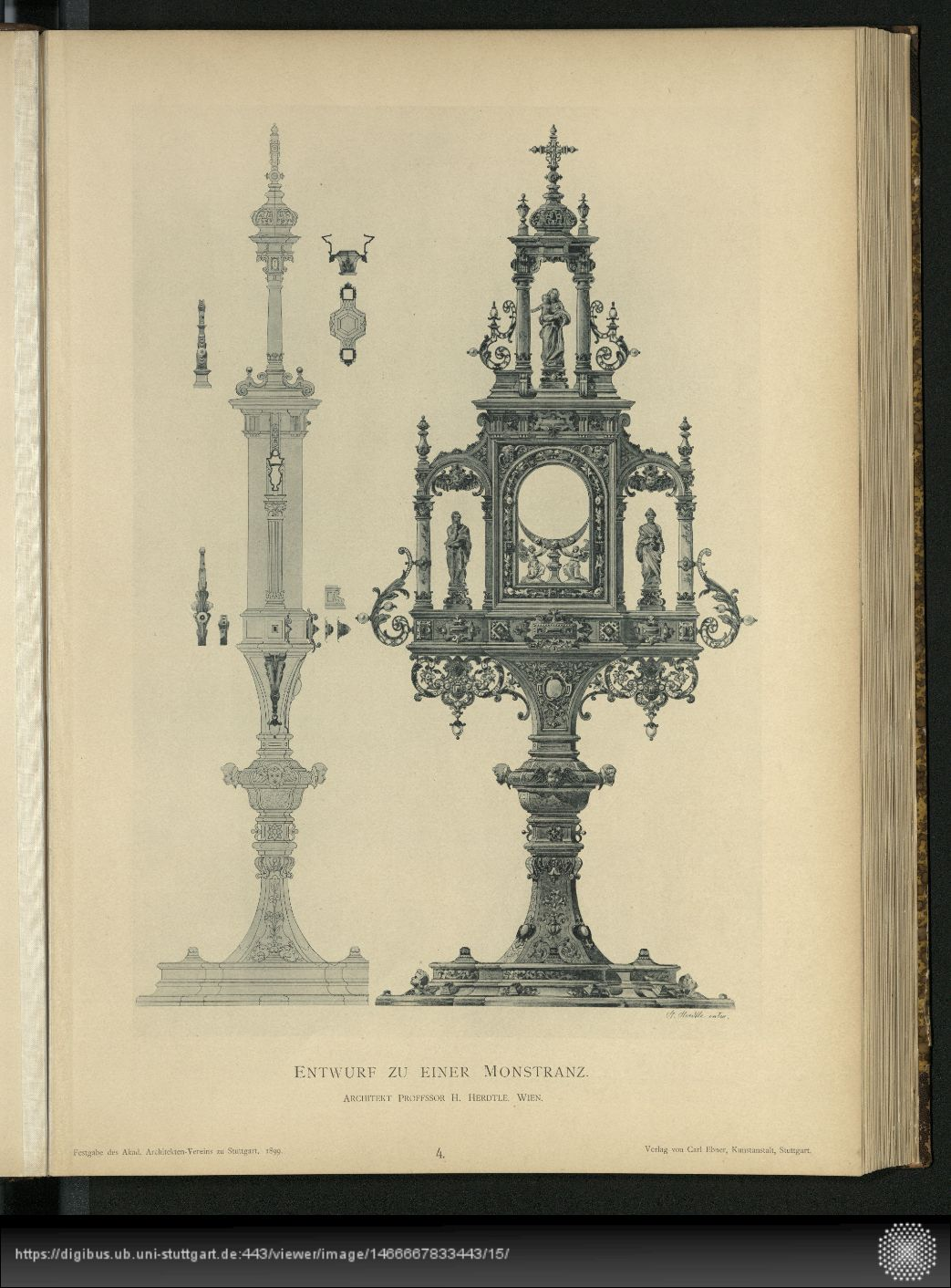
Entwurf zu einer Monstranz von H. Herdtle

Der Sohn des gleichnamigen württembergischen Malers wurde zunächst von seinem Vater künstlerisch ausgebildet. Er besuchte von 1866 bis 1870 das Polytechnikum Stuttgart und folgte von dort aus seinem Lehrer Wilhelm Bäumer nach Wien. 1870 bis 1873 war er beim Bau des Wiener Nordwestbahnhofes beschäftigt. 1874/1875 ging er für einen Studienaufenthalt nach Italien. Von 1876 bis 1913 lehrte er als Professor an der Wiener Kunstgewerbeschule dekorative Architektur und Kunstgewerbe. Stilistisch lässt sich sein Werk in den zeittypischen Historismus einordnen. Er entwarf unter anderem Vorlagen für Intarsien und Majoliken.